# Campeonato Brasileiro Série B 1999
Die Campeonato Brasileiro Série B 1999 war die 19. Spielzeit der zweiten Fußballliga Brasiliens.

## Saisonverlauf
Der Wettbewerb startete am 1. August 1999 in seine Saison und endete am 12. Dezember 1999. Die Meisterschaft wurde vom nationalen Verband CBF ausgerichtet. Am Ende der Saison konnte der Goiás EC die Meisterschaft feiern.
Der Wettbewerb wurde in drei Phasen ausgetragen. In der ersten Runde spielten alle 22 Klubs jeweils einmal gegeneinander. Die acht Klubs zogen in die zweite Runde ein, die schlechtesten sechs Klubs stiegen in die dritte Liga ab. In der zweiten Runde trafen die acht Klubs in einer K.-o.-Runde aufeinander. In dieser spielten die Klubs drei Mal gegeneinander. Die Sieger zogen in die Finalrunde ein, in welcher wieder im Gruppenmodus gespielt wurde.
Der Gruppensieger der Finalrunde wurde Meister. Dieser und der Gruppenzweite sollten in die erste Liga 2000 aufsteigen. Die Meisterschaft 2000 konnte vom CBF aufgrund von Klagen und einer FIFA-Entscheidung nicht organisiert werden. Infolgedessen stieg kein Klub auf oder ab. Der EC Bahia sowie América Mineiro durften 2000 in der Gruppe der ursprünglichen Série-A-Klubs mitspielen, obwohl sie die Série B 1999 nur als Dritter resp. Sechster abschlossen.

## Teilnehmer
Die Teilnehmer waren:
| Bundesstaat         | Klub                           | Qualifikation    | Ergebnis    |
| ------------------- | ------------------------------ | ---------------- | ----------- |
| Alagoas             | Clube de Regatas Brasil        | 12. Série B 1998 | 1. Runde    |
| Bahia               | EC Bahia                       | 18. Série B 1998 | Endrunde 3. |
| Ceará               | Ceará SC                       | 14. Série B 1998 | 2. Runde    |
| Espírito Santo      | Desportiva Ferroviária         | 3. Série B 1998  | 1. Runde    |
| Goiás               | Goiás EC                       | 22. Série A 1998 | Meister     |
| Goiás               | Vila Nova FC                   | 10. Série B 1998 | Endrunde 4. |
| Maranhão            | Sampaio Corrêa FC              | 17. Série C 1998 | 1. Runde    |
| Minas Gerais        | América Mineiro                | 21. Série A 1998 | 2. Runde    |
| Pará                | Clube do Remo                  | 9. Série B 1998  | 1. Runde    |
| Pará                | Paysandu SC                    | 8. Série B 1998  | 1. Runde    |
| Pará                | Tuna Luso Brasileira           | 15. Série B 1998 | 1. Runde    |
| Paraná              | Londrina EC                    | 4. Série B 1998  | 1. Runde    |
| Pernambuco          | Santa Cruz FC                  | 13. Série B 1998 | Vizemeister |
| Rio Grande do Norte | ABC Natal                      | 11. Série B 1998 | 1. Runde    |
| Rio Grande do Norte | América FC (RN)                | 24. Série A 1998 | 20. Runde   |
| Santa Catarina      | Avaí FC                        | 1. Série C 1998  | 2 Runde     |
| Santa Catarina      | Joinville EC                   | 7. Série B 1998  | 1. Runde    |
| São Paulo           | CA Bragantino                  | 23. Série A 1998 | 1. Runde    |
| São Paulo           | AD São Caetano                 | 2. Série C 1998  | 2. Runde    |
| São Paulo           | União São João EC              | 16. Série B 1998 | 1. Runde    |
| São Paulo           | EC XV de Novembro (Piracicaba) | 5. Série B 1998  | 1. Runde    |

## 1. Runde
In der ersten Runde traten die 22 Teilnehmer in einer Gruppen zu je einmal in gegeneinander an, ein Rückspiel war nicht vorgesehen. Die besten acht besten Klubs zogen in die zweite Runde ein.
Das Ranking ergab er sich aus:
- Anzahl der Punkte
- Anzahl der Siege
- Tordifferenz
- Erzielte Tore
- Direkter Vergleich

### Tabelle 1. Runde
| Pl. | Verein                  | Sp. | S  | U  | N  | Tore    | Diff. | Punkte |
| --- | ----------------------- | --- | -- | -- | -- | ------- | ----- | ------ |
| 1.  | AD São Caetano          | 21  | 13 | 6  | 2  | 033:150 | +18   | 45     |
| 2.  | EC Bahia                | 21  | 9  | 10 | 2  | 038:230 | +15   | 37     |
| 3.  | Goiás EC                | 21  | 10 | 6  | 5  | 035:220 | +13   | 36     |
| 4.  | Vila Nova FC            | 21  | 9  | 7  | 5  | 030:190 | +11   | 34     |
| 5.  | América Mineiro         | 21  | 9  | 6  | 6  | 033:210 | +12   | 33     |
| 6.  | Ceará SC                | 21  | 9  | 5  | 7  | 025:200 | +5    | 32     |
| 7.  | Avaí FC                 | 21  | 9  | 5  | 7  | 026:290 | −3    | 32     |
| 8.  | Santa Cruz FC           | 21  | 9  | 3  | 9  | 022:290 | −7    | 30     |
| 9.  | XV de Piracicaba        | 21  | 8  | 6  | 7  | 023:220 | +1    | 30     |
| 10. | Londrina EC             | 21  | 8  | 6  | 7  | 023:250 | −2    | 30     |
| 11. | Clube de Regatas Brasil | 21  | 8  | 5  | 8  | 020:240 | −4    | 29     |
| 12. | CA Bragantino           | 21  | 8  | 5  | 8  | 023:310 | −8    | 29     |
| 13. | Clube do Remo           | 21  | 7  | 6  | 8  | 028:290 | −1    | 27     |
| 14. | ABC Natal               | 21  | 6  | 9  | 6  | 028:290 | −1    | 27     |
| 15. | Joinville EC            | 21  | 8  | 2  | 11 | 022:250 | −3    | 26     |
| 16. | Sampaio Corrêa FC       | 21  | 7  | 5  | 9  | 040:370 | +3    | 26     |
| 17. | União São João EC       | 21  | 6  | 8  | 7  | 028:250 | +3    | 26     |
| 18. | Criciúma EC             | 21  | 6  | 6  | 9  | 027:360 | −9    | 24     |
| 19. | Paysandu SC             | 21  | 5  | 9  | 7  | 024:280 | −4    | 24     |
| 20. | Tuna Luso Brasileira    | 21  | 6  | 4  | 11 | 024:360 | −12   | 22     |
| 21. | América FC (RN)         | 21  | 6  | 4  | 11 | 025:310 | −6    | 22     |
| 22. | Desportiva Ferroviária  | 21  | 2  | 3  | 16 | 012:330 | −21   | 09     |

## 2. Runde
Die erstgenannte Mannschaft in den Paarungen hatte zuerst Heimrecht. Die beiden weiteren Partien wurden beim Zweitgenannten ausgetragen. Das Team welches zuerst fünf Punkte erzielte zog in die nächste Runde ein.
| Datum               |                 | Gesamt |                | Hinspiel | Rückspiel | 3. Spiel |
| ------------------- | --------------- | ------ | -------------- | -------- | --------- | -------- |
| 6.11./15.11.        | Avaí FC         | 2:5    | EC Bahia       | 1:2      | 1:3       |          |
| 6.11./14.11./16.11. | Ceará SC        | 4:8    | Goiás EC       | 0:3      | 4:3       | 0:2      |
| 7.11./13.11./15.11. | Santa Cruz FC   | 5:4    | AD São Caetano | 1:0      | 3:4       | 1:0      |
| 7.11./13.11./15.11. | América Mineiro | 3:5    | Vila Nova FC   | 2:2      | 0:0       | 1:3      |

## Finale
Die Finalrunde wurde am letzten Gruppenspieltag, dem 12. Dezember 1999, entschieden.

### Finalgruppe
| Pl. | Verein        | Sp. | S | U | N | Tore    | Diff. | Punkte |
| --- | ------------- | --- | - | - | - | ------- | ----- | ------ |
| 1.  | Goiás EC      | 6   | 3 | 2 | 1 | 005:300 | +2    | 11     |
| 2.  | Santa Cruz FC | 6   | 3 | 1 | 2 | 006:500 | +1    | 10     |
| 3.  | EC Bahia      | 6   | 2 | 1 | 3 | 009:900 | ±0    | 07     |
| 4.  | Vila Nova FC  | 6   | 2 | 0 | 4 | 007:100 | −3    | 06     |

### Titelspiel
| Goiás EC                                             | Goiás EC | Santa Cruz FC | Santa Cruz FC |
| ---------------------------------------------------- | --- | --- | ------------- |
| Goiás EC                                             | \| 12. Dezember 1999 in Goiânia (Estádio Serra Dourada) \| \| Ergebnis: 0:0 \| \| Zuschauer: 36.873 \| \| Schiedsrichter: Edílson Pereira de Carvalho \|                     | \| 12. Dezember 1999 in Goiânia (Estádio Serra Dourada) \| \| Ergebnis: 0:0 \| \| Zuschauer: 36.873 \| \| Schiedsrichter: Edílson Pereira de Carvalho \|                               | Santa Cruz FC |
| Goiás EC                                             | Harlei (Márcio Angonese ) – Neném, Sílvio Criciúma, Álvaro, Fernando Nunes – Túlio, Marabá, Cacá, Michel (Élder ) – Fernandão (Evando ), Araújo Cheftrainer: Hélio dos Anjos | Nílson – Arley, Tinho, Janduir, Marquinhos Paraná – Hélder (Eleomar ), Marcílio, Marcelinho, Márcio Allan – Valdomiro (Toninho ), Cláudio Millar (Baiano ) Cheftrainer: Nereu Pinheiro | Santa Cruz FC |
| 12. Dezember 1999 in Goiânia (Estádio Serra Dourada) | | |               |
| Ergebnis: 0:0                                        | | |               |
| Zuschauer: 36.873                                    | | |               |
| Schiedsrichter: Edílson Pereira de Carvalho          | | |               |

## Torschützenliste
| Pl. | Nat.        | Spieler        | Klub                 | Tore |
| --- | ----------- | -------------- | -------------------- | ---- |
| 1   | Brasilianer | Ueslei         | EC Bahia             | 25   |
| 2   | Brasilianer | Róbson         | ABC Natal            | 14   |
| 3   | Brasilianer | Jairo Lenzi    | Sampaio Corrêa FC    | 12   |
| 4   | Brasilianer | Fernando Nunes | Goiás EC             | 11   |
| 5   | Brasilianer | Dill           | Goiás EC             | 9    |
| 6   | Brasilianer | Mael           | Tuna Luso Brasileira | 8    |
| 7   | Brasilianer | Nem            | Tuna Luso Brasileira | 7    |
|     | Brasilianer | Helberte       | União São João EC    | 7    |
|     | Brasilianer | Luciano        | Vila Nova FC         | 7    |

## Abschlusstabelle
Die Tabelle diente zur Feststellung der Platzierung der einzelnen Mannschaften in der Saison. Sie wurde zeitweise vom Verband auch zur Ermittlung einer ewigen Rangliste herangezogen. Sie setzt sich zusammen aus allen ausgetragenen Spielen. In der Sortierung hat das Erreichen der jeweiligen Finalphase Vorrang vor den erzielten Punkten.
| Pl. | Verein                  | Sp. | S  | U  | N  | Tore    | Diff. | Punkte |
| --- | ----------------------- | --- | -- | -- | -- | ------- | ----- | ------ |
| 1.  | Goiás EC                | 30  | 15 | 8  | 7  | 048:290 | +19   | 53     |
| 2.  | Santa Cruz FC           | 30  | 14 | 4  | 12 | 033:380 | −5    | 46     |
| 3.  | EC Bahia                | 29  | 13 | 11 | 5  | 052:340 | +18   | 50     |
| 4.  | Vila Nova FC            | 30  | 12 | 9  | 9  | 042:320 | +10   | 45     |
| 5.  | AD São Caetano          | 24  | 14 | 6  | 4  | 037:200 | +17   | 48     |
| 6.  | Ceará SC                | 24  | 10 | 5  | 9  | 029:280 | +1    | 35     |
| 7.  | América Mineiro         | 24  | 9  | 8  | 7  | 036:260 | +10   | 35     |
| 8.  | Avaí FC                 | 23  | 9  | 5  | 9  | 028:340 | −6    | 32     |
| 9.  | XV de Piracicaba        | 21  | 8  | 6  | 7  | 023:220 | +1    | 30     |
| 10. | Londrina EC             | 21  | 8  | 6  | 7  | 023:250 | −2    | 30     |
| 11. | Clube de Regatas Brasil | 21  | 8  | 5  | 8  | 020:240 | −4    | 29     |
| 12. | CA Bragantino           | 21  | 8  | 5  | 8  | 023:310 | −8    | 29     |
| 13. | Clube do Remo           | 21  | 7  | 6  | 8  | 028:290 | −1    | 27     |
| 14. | ABC Natal               | 21  | 6  | 9  | 6  | 028:290 | −1    | 27     |
| 15. | Joinville EC            | 21  | 8  | 2  | 11 | 022:250 | −3    | 26     |
| 16. | Sampaio Corrêa FC       | 21  | 7  | 5  | 9  | 040:370 | +3    | 26     |
| 17. | União São João EC       | 21  | 6  | 8  | 7  | 028:250 | +3    | 26     |
| 18. | Criciúma EC             | 21  | 6  | 6  | 9  | 027:360 | −9    | 24     |
| 19. | Paysandu SC             | 21  | 5  | 9  | 7  | 024:280 | −4    | 24     |
| 20. | Tuna Luso Brasileira    | 21  | 6  | 4  | 11 | 024:360 | −12   | 22     |
| 21. | América FC (RN)         | 21  | 6  | 4  | 11 | 025:310 | −6    | 22     |
| 22. | Desportiva Ferroviária  | 21  | 2  | 3  | 16 | 012:330 | −21   | 09     |